# 크즘
《크즘》(튀르키예어: Kızım)는 2018년 방영된 터키의 텔레비전 드라마이다.